# Sanowo (przystanek kolejowy)
Sanowo (lit. Senovė, ros. Сянове) – zlikwidowany przystanek kolejowy w miejscowości Sanowo, w rejonie orańskim, w okręgu olickim, na Litwie. Leży na linii dawnej Kolei Warszawsko-Petersburskiej.
Przystanek istniał przed II wojną światową. Jest to ostatni przystanek linii na Litwie. Po rozpadzie Związku Sowieckiego odcinek linii po stronie litewskiej od Marcinkańców do granicy państwowej został zlikwidowany.